# Indirekt val
Indirekt val är ett val som genomförs genom att väljarna väljer personer till en politisk församling som sedan i sin tur gör det slutliga valet av den som skall väljas till ett visst uppdrag. Motsatsen är direkt val, där någon väljs direkt av folket.
Indirekta val är vanligt i stater som tillämpar ett tvåkammarsystem, där den övre kammaren då ofta utses av kommunala eller regionala församlingar. I Sverige valdes första kammarens ledamöter av landstingen och de större landstingsfria städernas stadsfullmäktige åren 1867–1970. Idag förekommer indirekta val i Sverige då riksdagen väljer statsminister och då region- och kommunfullmäktige utser ledamöter till kommunala nämnder och styrelser.
Presidentval i USA är ett indirekt val där väljarna väljer elektorer som i sin tur väljer president. Andra länder som tillämpar indirekta presidentval är Tyskland, Italien och Estland, där presidentens roll är huvudsakligen representativ och ceremoniell, samt Lettland. Tdigare var även presidentval i Finland indirekta val där väljarna valde elektorer, men från och med 1994 är finska presidentval direkta val, där folket väljer presidenten.